# Жара (фильм, 2006)
«Жара» — российская комедийная мелодрама режиссёра и сценариста Резо Гигинеишвили. Премьера состоялась 28 декабря 2006 года.

## Сюжет
Четверо друзей встречаются летом в Москве: один вернулся со службы на флоте, другой — богатый мажор, бросил учёбу, третий — несостоявшийся актёр, ищет роль в кино, четвёртый — звезда русского хип-хопа. Они сидят в ресторане, но вот официантка не принимает долларовые купюры и просит сходить их обменять.
Приключения происходят не только с четвёркой друзей, другие персонажи фильма тоже попадают в разные истории.

## Персонажи фильма
- Лёша (Алексей Чадов) — моряк-дембель, вернувшийся в Москву с целью найти свою любимую девушку Машу.
- Дени (Дени Дадаев) — аферист.
- Девочка с фотоаппаратом (Анастасия Кочеткова) — дочь полковника милиции.
- Тимати — хип-хоп звезда.
- Костя (Константин Крюков) — беззаботный мажор.
- Настя (Агния Дитковските) — девушка, чуть не попавшая под машину.
- Давид (Птаха) — друг Дени, вор.

## В ролях
| Актёр                 | Роль                          |
| --------------------- | ----------------------------- |
| Алексей Чадов         | Алексей                       |
| Артур Смольянинов     | Артур                         |
| Константин Крюков     | Костя                         |
| Тимур Юнусов (Тимати) | Тимати                        |
| Анастасия Кочеткова   | девушка с фотоаппаратом       |
| Агния Дитковските     | Настя                         |
| Дэни Дадаев           | Дэни                          |
| Мария Куркова         | Маша (бывшая девушка Алексея) |
| Птаха                 | муж Маши                      |
| Татьяна Орлова        | Джульетта Михайловна          |
| Михаил Владимиров     | менеджер кафе                 |
| Ирина Рахманова       | официантка                    |
| Игорь Верник          | сотрудник киностудии          |
| Тигран Кеосаян        | продавец цветов               |
| Резо Гигинеишвили     | режиссёр                      |
| Фёдор Бондарчук       | режиссёр                      |
| Татьяна Лютаева       | мама Алексея                  |
| Ирина Скобцева        | хозяйка квартиры              |
| Ярослав Малый         | камео                         |

## Критика
Фильм собрал в большей степени отрицательные отзывы от кинокритиков. Издание Кино Mail.ru, Экранка.ру и «Кинокадр» дали фильму отрицательную оценку. Алекс Экслер, Volgograd.ru и SQD.RU дали фильму среднюю оценку. Ирина Штефанова и Александра Сухостат из Ruskino.ru дали фильму положительную оценку.

## Награды и номинации
| Награды и номинации     | Награды и номинации      | Награды и номинации               | Награды и номинации | Награды и номинации |
| Награда                 | Категория                | Номинант                          | Результат           |                     |
| ----------------------- | ------------------------ | --------------------------------- | ------------------- | ------------------- |
| MTV Russia Movie Awards | «Лучший поцелуй»         | Агния Дитковските и Алексей Чадов | Победа              |                     |
| MTV Russia Movie Awards | «Лучший фильм»           | Резо Гигинеишвили                 | Номинация           |                     |
| MTV Russia Movie Awards | «Лучшая женская роль»    | Агния Дитковските                 | Номинация           |                     |
| MTV Russia Movie Awards | «Лучшая комедийная роль» | Дэни Дадаев                       | Номинация           |                     |
| MTV Russia Movie Awards | «Лучшая кинокоманда»     | Резо Гигинеишвили                 | Номинация           |                     |
| MTV Russia Movie Awards | «Лучший саундтрек»       | «Когда ты плачешь» — «TOKiO»      | Номинация           |                     |
| MTV Russia Movie Awards | «Прорыв года»            | Агния Дитковските                 | Номинация           |                     |

## Саундтрек
Саундтрек к фильму писали группы VIP77, CENTR, TOKiO и Баста.